# Torneutini
Los torneutinos (Torneutini) son una tribu de coleópteros crisomeloideos de la familia Cerambycidae.

## Géneros
Tiene los siguientes géneros:
- Diploschema - Dragomiris - Dragoneutes - Gigantotrichoderes - Gnathopraxithea - Macellidiopygus - Praxithea - Psygmatocerus - Spathopygus - Thaumasus - Torneucerus - Torneutes - Torneutopsis - Xenambyx